# Takelot II
Takelot II, Takelotis o Hedyjeperra Setepenra Takelot Meryamón, va ser el sisè faraó de la dinastia XXII d'Egipte, o líbia; regnà de 850 a 825 aC., durant el Tercer període intermedi d'Egipte. El seu nom Hedyjeperra-Setepenra Takelot-Meryamón significa «lluminosa és la manifestació de Ra, escollit de Ra, Takelot, estimat d'Ammonn».

## Biografia
Fill d'Osorkon II, dirigeix el país des de Tanis. Hereta el tron i comparteix el poder amb el seu germanastre Nimlot II, Gran sacerdot d'Ammon, rei de Tebes i Heracleòpolis, encara que el poder de Nimlot II s'estenia més enllà d'aquestes ciutats i va ser augmentat amb l'ajut dels seus fills i aliats. Takelot II es va casar amb Karoma II Meritmut, la filla del seu germà.
La mort de Nimlot II, cap a l'any 845 aC., causa una lluita pel poder a Tebes. Takelot II planteja deixar el seu propi fill, Osorkon, el càrrec de Gran sacerdot d'Ammon, i això origina l'esclat d'una guerra civil, que assenyala el començament principi de la desintegració de la monarquia d'origen libi.
El faraó aconsegueix parar els motins, i la calma torna novament a la capital. Reuneix així sota la seva autoritat Heracleòpolis i Tebes. Les relacions entre Tebes i Tanis, per tant, seran pacífiques durant aquest període, però quatre anys més tard tenen lloc nous motins, posant en dubte el regnat de Takelot II.
Takelot II esperava que li succeiria el seu fill gran, el príncep Osorkon (filiació dubtosa). Tanmateix, és el més jove dels seus fills, Sheshonq III, qui arriba al tron. Alguns especialistes també el mostren com el pare de Osorkon III, de la dinastia XXIII d'Egipte.
No va deixar cap monument.